# Ekrem Alican
Ekrem Alican (* 1916 in Adapazarı; † 18. Juni 2000 in Istanbul) war ein türkischer Politiker. 1960 war Alican Finanzminister einer Militärregierung und 1962/63 Stellvertretender Ministerpräsident einer Koalitionsregierung unter İsmet İnönü.

## Leben
Alican wurde 1916 als dritter Sohn des Yusuf Efendi und dessen Ehefrau Emine Hanım geboren. Nach dem Schulbesuch in Adapazarı schrieb sich Alican 1930 an der Şişli-Terakki-Schule im Istanbuler Stadtteil Nişantaşı ein. Im Jahr 1934 schloss Ekrem Alican die Schule ab und besuchte fortan die Mekteb-i Mülkiye in Istanbul, wo er Finanzwissenschaften studierte. 1936 zog die Universität nach Ankara um und wurde zur Fakultät für politische Wissenschaften an der Ankara Üniversitesi. 1937 schloss Alican sein Studium ab und ging mit einem Stipendium des türkischen Finanzministeriums an die London School of Economics. Aufgrund des Ausbruchs des Zweiten Weltkriegs musste er anderthalb Jahre später in die Türkei zurückkehren.

### Beamter im Finanzministerium
Ekrem Alican begann im Schatzamt des Finanzministeriums zu arbeiten. In den Jahren 1940/41 leistete er seinen Militärdienst in der Artillerie bei Çanakkale. Nach dem Zweiten Weltkrieg stieg er zum Finanzinspektor auf. Im Jahr 1946 wurde er erneut kurz zum Wehrdienst eingezogen. Nach dem zweiten Wehrdienst kündigte Alican seine Stellung im Finanzministerium und ging zurück in die Heimat, wo er mit Verwandten ein Handelsunternehmen für Agrarprodukte gründete. Doch die Firma existierte nicht lange.
Am 19. Mai 1947 heiratete Alican die junge Naciye Güler aus seinem Heimatdorf. Das Paar bekam zwei Töchter und einen Sohn.

### Politische Karriere
Im Alter von 34 Jahren wurde Ekrem Alican Mitglied der Demokrat Parti (DP) und wurde bei der Parlamentswahl 1950 für die Provinz Kocaeli in die Große Nationalversammlung der Türkei gewählt. Die Familie zog nach Ankara.
Bereits 1952 kam es zu Spannungen in der Partei, an denen auch Alican beteiligt war. Trotzdem konnte er bei den Wahlen im Jahr 1954 seinen Sitz in der Nationalversammlung verteidigen. Nach dem Pogrom von Istanbul in der Nacht vom 6. auf den 7. September 1955 kritisierten führende Parteimitglieder die DP-Regierung von Adnan Menderes und forderten mehr Pressefreiheit. Das Schiedsgericht der Partei schloss daraufhin neun Mitglieder aus der Partei aus. 10 weitere führende Mitglieder verließen die Partei daraufhin ebenfalls. Die 19 Politiker beschlossen am 20. Dezember 1955 die Gründung der Hürriyet Partisi (HP). Zu den Gründungsmitgliedern gehörte auch Ekrem Alican, der nach Ekrem Hayri Üstündağ und Fevzi Lütfi Karaosmanoğlu Vorsitzender der Partei wurde.
Der Erfolg der Partei war jedoch gering. Bei der Parlamentswahl im Jahr 1957 konnte die HP nur vier Sitze erringen. Alican wurde nicht gewählt. Bei einem Parteikongress am 24. November 1958 löste sich die Partei auf. Während die meisten Parteimitglieder zur oppositionellen Cumhuriyet Halk Partisi wechselten, blieb Alican parteilos.
Nach dem Militärputsch am 27. Mai 1960 wurde Alican von der Junta am 30. Mai zum Finanzminister berufen. Alican verließ das Kabinett am 26. Dezember wieder, nachdem es mit dem Militär zu Diskussionen um die Finanzpolitik der Regierung gekommen war.
Alican gründete am 13. Februar 1961 die Yeni Türkiye Partisi (YTP) und versuchte damit ehemalige Wähler der verbotenen DP anzuziehen. Alican wurde Vorsitzender der neuen Partei. Bei der Parlamentswahl 1961 konnte die YTP allerdings nur 13,73 % der Stimmen und 65 der 450 Sitze gewinnen. Bei den Senatswahlen konnte die Partei 27 der 150 Senatoren im türkischen Senat stellen. Alican selbst wurde für die Provinz Sakarya in die Nationalversammlung gewählt.
Alican wurde am 25. Juni 1962 in der 27. Regierung im Kabinett von CHP-Chef İsmet İnönü stellvertretender Ministerpräsident und war bis 25. Dezember 1963 im Amt. Bei der Wahl im Jahr 1965 wurde Alican erneut in das Parlament gewählt. Die YTP konnte allerdings nur noch 19 Abgeordnete stellen. Am 17. Oktober 1966 gab Alican den Posten als Vorsitzender seiner Partei ab und zog sich 1969 aus der Politik zurück.

### Letzte Jahre
Zwischen 1970 und 1980 war Ekrem Alican Vorsitzender des Aufsichtsrates der Yapı ve Kredi Bankası, die zu den bedeutendsten Banken des Landes gehört.
Alican starb am 18. Juni 2000 in seinem Zuhause in Yeniköy, Istanbul. Nach dem Totengebet in der Teşvikiye-Moschee wurde er auf dem Familienfriedhof in einem Dorf bei Adapazarı beigesetzt.